# Янув (Люблінський повіт)
Янув (пол. Janów) — село в Польщі, у гміні Ґарбув Люблінського повіту Люблінського воєводства.
Населення — 229 осіб (2011).
У 1975-1998 роках село належало до Люблінського воєводства.

## Демографія
Демографічна структура станом на 31 березня 2011 року:
|          | Загалом | Допрацездатний вік | Працездатний вік | Постпрацездатний вік |
| -------- | ------- | ------------------ | ---------------- | -------------------- |
| Чоловіки | 122     | 27                 | 86               | 9                    |
| Жінки    | 107     | 18                 | 69               | 20                   |
| Разом    | 229     | 45                 | 155              | 29                   |